# Roberto Jairo Jaramillo
Roberto Jairo Jaramillo Cárdenas (Armenia, Caldas, 1965) es un odontólogo y político colombiano. Fue gobernador del Departamento de Quindío entre 2020 y 2023. Actualmente enfrenta cargos por supuestas irregularidades en la cesión de un lote en el año 2007, lo que habría causado un daño al erario público al vulnerar los principios de contratación estatal.

## Biografía
Nació en Armenia, capital de Quindío, cuando aún era parte del extinto departamento del Viejo Caldas. Estudió Odontología y posee una maestría en administración pública.
Posee una fundación, llamada Abrazar, de niños de bajos recursos con síndrome de Down, en Armenia. Comenzó su carrera política como Secretario de Planeación durante la administración del gobernador Julio César López Espinosa, en la cual también ocupó el despacho del Interior y el de Desarrollo Social. Amigo de Simón Gaviria, hijo del expresidente Liberal César Gaviria, fue candidato al Senado en las elecciones legislativas de Colombia de 2014 por el Partido Liberal, sin éxito, habiendo obtenido 21.000 votos. Anteriormente, en 2011, había sido candidato a la Alcaldía de Armenia por un movimiento independiente, perdiendo la contienda por poco menos de 2.000 votos, al haber obtenido 41.000 votos frente a los 43.000 de la electa alcaldesa Luz Piedad Valencia.
En las elecciones legislativas de Colombia de 2018 fue colaborador de la campaña de Ánuar Ochoa, dueño de la empresa Apuestas Ochoa, a la Cámara de Representantes. Cercano al alcalde de Armenia Óscar Castellanos.
En mayo de 2019 fue proclamado candidato a la Gobernación de Quindío por el Partido Liberal. Además, obtuvo el apoyo del Partido de la U, del Partido Cambio Radical, de la Alianza Social Independiente y de Colombia Renaciente. Resultó electo el 27 de octubre, en las elecciones regionales de Colombia de 2019, con 82.424 votos, equivalentes al 38,22% del total,  seguido del exsecretario de Educación Álvaro Arias Velásquez, con 49.361 votos.

## Delito de fraude procesal
El exgobernador Roberto Jairo Jaramillo, actualmente enfrenta acusaciones por los delitos de contrato sin cumplimiento de requisitos legales, peculado por apropiación agravado y fraude procesal. La Fiscalía lo acusa de haber recibido en 2007 un lote de más de 19.529 metros cuadrados, valorado en más de $12.100 millones de pesos, en donación sin costo alguno de la Gobernación del Quindío a la Asociación Abrazar, de la cual él era representante legal. La cesión se realizó bajo la gobernación de Amparo Arbeláez Escalante, quien tramitó la transferencia, y se argumenta que el contrato se modificó indebidamente para aumentar el tamaño del lote, lo cual vulneró los principios de contratación pública.
La Fiscalía también señala que se cometieron irregularidades en la documentación presentada ante la Oficina de Instrumentos Públicos, lo que habría inducido a error a los funcionarios que registraron el predio. Además, se alega que Jaramillo intentó durante años obtener el terreno para la asociación sin ánimo de lucro que presidía, lo que habría causado un daño al erario. La audiencia de acusación se realizó en Calarcá y continuará el 11 de marzo de 2025.